# Intracoastal City
L'Intracoastal City (en français : Ville Intercôtière ; cité intercostale en cajun), est une zone non incorporée située dans la paroisse de Vermilion en Louisiane.
Cette ville portuaire intercôtière est située sur la rive occidentale de la rivière Vermilion à la jonction avec le Gulf Intracoastal Waterway donnant sur le golfe du Mexique. 
L'Intracoastal City est située à une douzaine de kilomètres au sud d'Abbeville, chef-lieu de la paroisse de Vermilion. Elle est peuplée essentiellement de résidents travaillant dans les activités portuaires. Celles-ci s'orientent vers la réparation de navires dans des cales sèches ou formes de radoub, des entrepôts de crustacés (crevettes ou chevrettes en cajun) et des plateformes d'héliports. L'activité pétrolière est omniprésente le long de l'Intracoastal Waterway.